# Métis (lune)
Pour les articles homonymes, voir Métis (homonymie).
Métis est le satellite naturel de Jupiter le plus proche de la planète.

## Dénomination
Métis porte le nom de Métis, personnage de la mythologie grecque ; Métis était une Océanide, fille de Téthys et d'Océan. Elle fut la première femme de Zeus (équivalent grec de Jupiter). Zeus la dévora pour qu'elle ne puisse mettre au monde un enfant plus puissant que lui.
Lors de sa découverte, sa désignation provisoire fut S/1979 J 3,. En 1983, elle fut officiellement nommée Métis. Sa désignation systématique est Jupiter XVI.

## Caractéristiques physiques
Métis possède une forme irrégulière et mesure 60 × 40 × 34 kilomètres dans ses trois dimensions, soit un rayon moyen de 21,5 ± 2,0 kilomètres. La composition et la masse du satellite ne sont pas connues, mais en supposant que sa masse volumique est similaire à celle d'Amalthée (~0,86 g cm−3), sa masse peut être estimée à 3,6 × 1016 kg. La masse volumique d'Amalthée implique que Métis est composé de glace d'eau avec une porosité de 10 à 15 %.
La surface de Métis est fortement cratérisée. Elle est sombre et semble rougeâtre. Ses deux hémisphères sont asymétriques : l'hémisphère situé dans le sens de la révolution de Métis autour de Jupiter est 1,3 fois plus brillant que celui situé à l'opposé. Cette asymétrie est probablement causée par une vitesse et une fréquence d'impact plus élevées dans le sens de la révolution, qui excavent du matériau brillant (vraisemblablement de la glace) de l'intérieur du satellite.

## Orbite

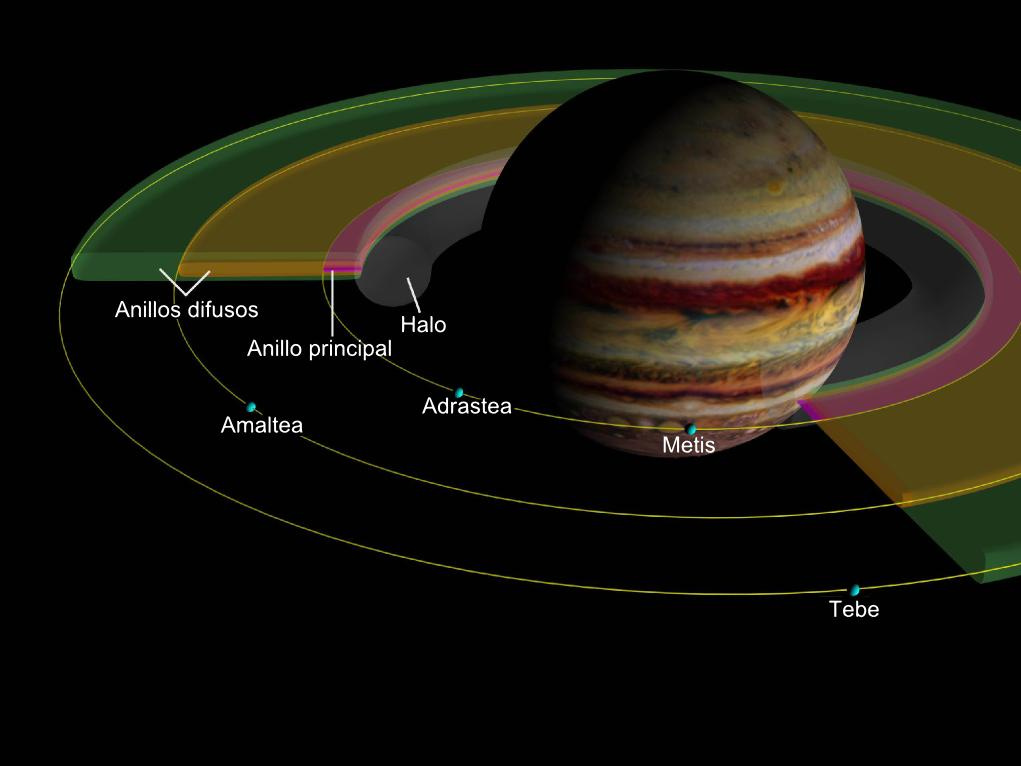
Les 4 satellites de Jupiter du groupe des Amalthée dont Metis le plus interne.

Métis est le satellite le plus interne de Jupiter, et donc le plus interne des quatre membres du groupe d'Amalthée. Il orbite autour de Jupiter à la distance de 128 000 km (1,79 fois le rayon de la planète), à l'intérieur de l'anneau principal, sur une orbite très faiblement excentrique (~0,0002) et inclinée par rapport à l'équateur de la planète (~0,06°),.
À cause des forces de marée de Jupiter, Métis tourne sur lui-même de façon synchrone en autant de temps qu'il effectue une révolution autour de la géante gazeuse, gardant toujours la même face tournée vers elle. Son axe le plus long est aligné vers Jupiter, ce qui est la configuration présentant l'énergie minimale,.
L'orbite de Métis est située à l'intérieur du rayon de l'orbite synchrone de Jupiter (tout comme Adrastée) ; les forces de marée de Jupiter tendent à la rapprocher lentement de la planète. Si sa masse volumique est similaire à celle d'Amalthée, alors son orbite serait située à l'intérieur de la limite de Roche fluide. Comme Métis ne se brise pas, il doit toujours être situé à l'extérieur de sa limite de Roche rigide.

## Anneaux de Jupiter
Métis orbite un millier de km à l'intérieur de l'anneau planétaire principal de Jupiter, à l'intérieur d'un vide de cet anneau large d'environ 500 km,. Ce vide est clairement lié au satellite, mais l'origine de cette connexion n'est pas établie. Métis fournit une partie significative de la poussière de l'anneau principal ; cette poussière semble consister principalement en matériau éjecté de la surface des quatre membres du groupe d'Amalthée par des impacts météoritiques. Les ejecta de ces impacts sont facilement arrachés des satellites car ils résident à la limite de leur propre sphère de Roche.

## Historique

### Découverte
Métis fut découvert en 1979 par Stephen P. Synnott sur des images prises par la sonde Voyager 1.

### Exploration
Les photographies prises par Voyager 1 ne montraient Métis que sous la forme d'un point. Les connaissances sur Métis furent très limitées jusqu'à l'arrivée de la sonde Galileo, qui imagea quasiment toute la surface du satellite et plaça des limites sur sa composition.